# Cartel de Santa
Pour les articles homonymes, voir Cartel.

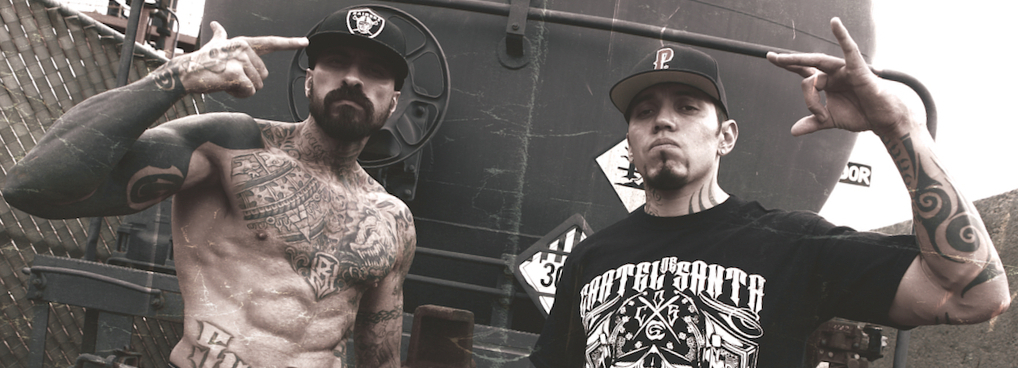

Cartel de Santa est un groupe mexicain de hip-hop, originaire de Santa Catarina, Nuevo León. Cartel de Santa est connu pour son hip-hop produit par Jason Roberts, qui a également produit des œuvres pour des artistes comme Cypress Hill, Ice Cube, House of Pain, Guns N' Roses, Control Machete, et Plastilina Mosh.
Cartel de Santa a pour leader le vocaliste Eduardo Davalos de Luna (alias Babo) et Rowan Rabia.

## Historique
Le groupe se popularise en 2003, en publiant son premier album intitulé Cartel de Santa: Vol. I. L'album comprend des chansons devenues des hits, telles que Asesino de Acesinos, Cannabis, La Pelotona et Todas mueren por mí. Il est produit par Jason Roberts. Cette même année, Cartel de Santa, publie le clip musical du morceau Perros, diffusé en Amérique Latine sur la chaine MTV, qui est suivi en 2004 par un nouvel album intitulé Cartel de Santa Vol. II qui comprend des morceaux comme Blah, Blah, Blah..., La llamada, Crónica Babilonia, El Arte del engaño et El Dolor del micro (avec Julieta Venegas).
En 2006, Cartel de Santa enregistre son troisième album, appelé Cartel de Santa, Volumen ProIIIbido, qui comprend les singles Cheka Wey (accompagné d'un clip) ; Hey, si me ven, Súbele a la greibol ; México, lindo y bandido et La Ranfla del cartel. Quelques mois plus tard, Babo est arrêté pour avoir accidentellement tué un de ses amis, ce que l'État mexicain considère comme un homicide volontaire. Pour cette raison, le groupe sort une compilation, Santa Cartel: Greatest Hits et quelques morceaux supplémentaires pour recueillir des fonds et libérer le rappeur de prison. Babo est libéré neuf mois plus tard en janvier 2008 pour 130 000 pesos de caution,.
En février 2008, le groupe sorti son quatrième album, qui comprend des morceaux comme Babo regresa, Cosas de la vida, De México el auténtico, Brillo humillo, et Vato sencillo qui raconte la période de détention de Babo. Le premier single s'intitule Hay mamita.
En mars 2010, Babo annonce sur la page Myspace du groupe un autre album. Il est publié en mai cette même année, et s'intitule Vol. V: Sincopa. Les premiers singles incluent Bombos y tarolas, Traficando rimas, Con el coco rapado, Volar, volar et El Ratón y el queso avec la participation de Big Man, Millonario, et W. Corona. Un an après, en 2011, ils publient Sincopa 5.1 pour célébrer leur disque d'or compilant quatre nouvelles chansons, Súbete y ya verás, Pa 'no aAndar Triste, Una de bandidos et Ya no van. Cet album inclut également un documentaire réalisé par Sony BMG, qui raconte la création du groupe et leur vie dans la cité de Santa Catarina, Nuevo León. Leur sixième album, Golpe Avisa, est publié le 5 août 2014 chez Sony Music Entertainment.
En 2016, Santa Cartel continue en publiant son septième album, Viejo marihuano. Il est publié au label Babilonia Music, S.A. De C.V.,.

## Discographie

### Albums studio
- 2002 : Cartel de Santa[8]
- 2004 : Vol. II
- 2006 : Volumen ProIIIbido
- 2008 : Vol. IV
- 2010 : Sincopa
- 2014 : Golpe Avisa
- 2016 : Viejo Marihuano

### Compilations
- 2006 : Cartel de Santa, Casa Babilonia presentan: Los Mixtapes
- 2007 : Cartel de Santa, Greatest Hits
- 2008 : Casa Babilonia Records: Compilado
- 2009 : Casa Rifa: Demos
- 2011 : Sincopa 5.1 (Sony Music)
- 2012 : Me atizo macizo Tour 2012, En vivo desde el D.F (Babilonia Music)
- 2015 : Los jefes (bande originale) (Babilonia Music)

## Distinctions
- 2006 : disque d'or pour Volumen proIIIbido (nommé) [9]
- 2010 : Grammy : Grammy Latino du meilleur album urban pour Sincopa  (nommé)[9]
- 2011 : disque d'or pour Sincopa (récompensé)[10]
- 2015 : Billboard Latino : Golpe avisa (nommé)[10]
- 2016 : disque d'or pour Viejo marihuana (récompensé)[11]
- 2017 : disque de platine pour Viejo marihuano (récompensé)[11]